# Sophonisbe (Voltaire)

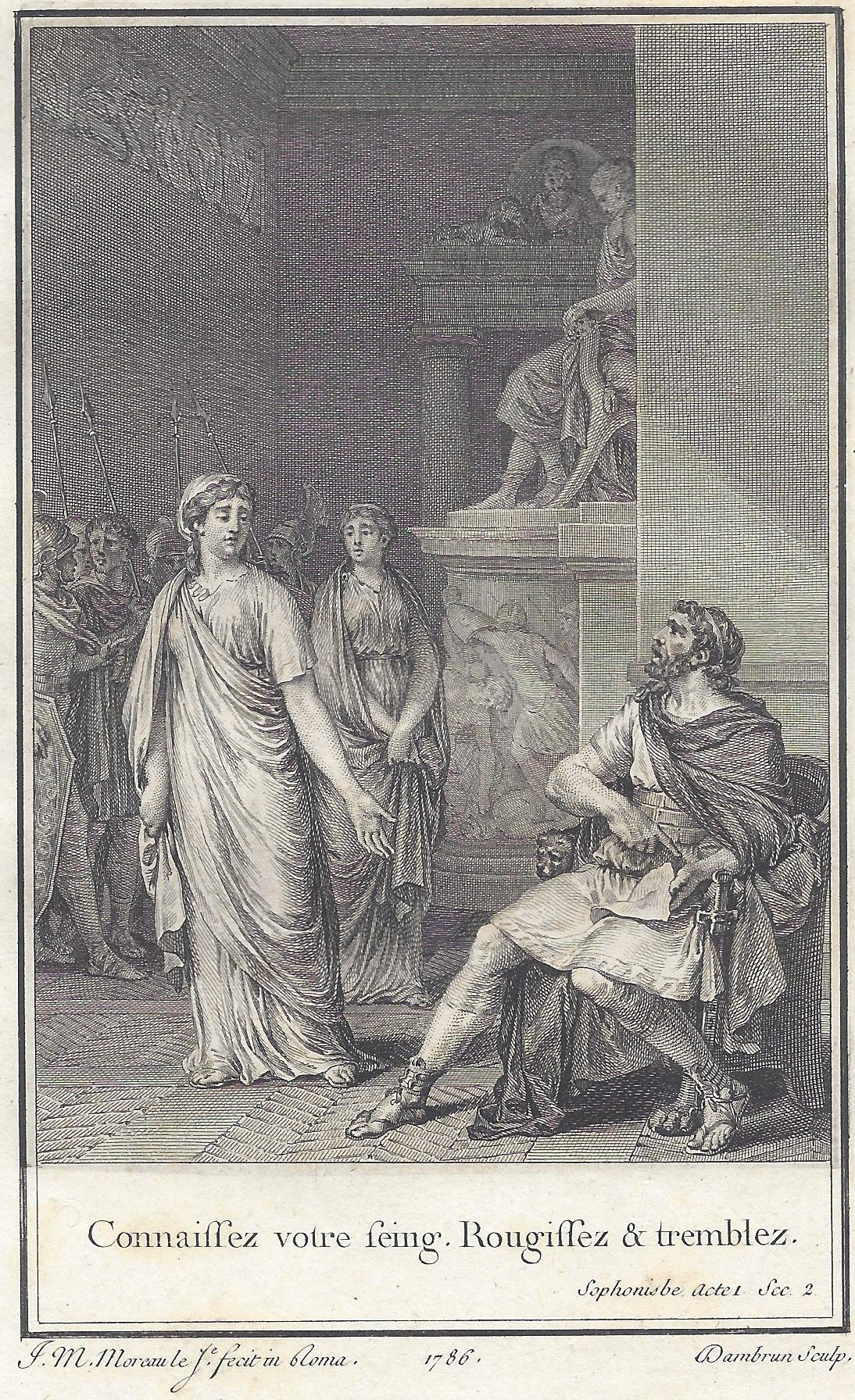
Jean-Michel Moreau: Illustration zur Sophonisbe 1786

Sophonisbe ist eine Tragödie in fünf Aufzügen von Voltaire. Das bereits 1769 mit der Jahreszahl 1770 gedruckte Stück fiel bei der Uraufführung am 15. Januar 1774 durch.

## Handlung
Die Handlung spielt in einem Saal des Palastes von Cirta zur Zeit des Zweiten Punischer Krieges.
Akt 1
Sophonisbe, die Tochter des Annibalbruders Asdrubal (Hasdrubal), ist mit dem König von Numidien Siphax (Syphax) verheiratet. Syphax hat einen Brief seiner Frau an ihren ehemaligen Verlobten und Freund der Römer Massinisse (Massinissa) erhalten, der König eines Teils Numidiens ist. Ihr Gatte wirft ihr daraufhin Treulosigkeit vor, sie aber bekräftigt, sie werde ihn nicht verlassen, sondern ihrem Vater Asdrubal, Carthage und Syphax treu bleiben. – Es tobt der Kampf um Cirta, auf Anweisung des Königs lässt sich Sophonisbe aus dem Palast in Sicherheit bringen.
Akt 2
Der Schatten ihres Gatten zeigt sich Sophonisbe, bald darauf erhält sie die Nachricht, dass Siphax im Kampf gefallen ist. Der Sieger Massinisse verkündet den Frieden. Die Königswitwe verlangt von ihm zu schwören, sie niemals an die Römer auszuliefern. Er erklärt, er befehle in Cirta, die Römer hätten keine Macht über sie. Er belässt ihr den Titel der Königin. Sie sagt einer Vertrauten, Massinisse werde niemals ihr Gemahl sein.
Akt 3
Lélie, ein Leutnant des Konsuls Scipion (Publius Cornelius Scipio Africanus), erklärt, allein der römische Senat entscheide über das Schicksal der Besiegten, Massinisse sei ein Verbündeter, der alles bewilligen müsse, was der Senat fordere: Alles Blut Annibals – und damit auch seine Nichte – müsse den Römern gehören. Der König will sich dem widersetzen: Er möchte Sophonisbe heiraten. Sie bekennt, sie habe ihn immer geliebt, doch könne sie seine Hand nicht akzeptieren, sie werde sterben, ohne ihm zu gehören.
Akt 4
Lélie verkündet die Dekrete des Senats: Cirta gehört der römischen Republik, Massinisse soll mit Scipion gegen das von Annibal gehaltene Carthage ziehen – andernfalls müsse er mit Rom brechen. Scipion verlangt die Auslieferung der Witwe an Rom: Sie sei seine Gefangene. Der Numider will sie noch einmal sehen, was ihm der Konsul bewilligt.
Akt 5
Massinisse erklärt Scipion, alles sei bereit: Sophonisbe liegt ausgestreckt da, einen Dolch in ihrer Brust. Sie lebt noch und fordert den König auf, ihr die Last des Lebens zu nehmen, damit sie in seinen Armen sterbe, was dieser ihr gewährt. Der Numider selbst stirbt an dem Gift, das er genommen hat.

## Literarische Vorlage und biografische Bezüge
Der Stoff geht auf die schriftliche Überlieferungen bei Titus Livius, Polybios und Appian zurück. Seit der Renaissance wurde der Stoff von Gian Giorgio Trissino (1514) bis Jean Mairet (1629) mehrfach zu Bühnenstücken verarbeitet. Die Behauptung von 1770, das Stück sei eine Neubearbeitung der Fassung von Jean Mairet durch einen mehr als fünfzig Jahre toten Monsieur Lantin, ist bewusst irreführend. Es handelte sich um eine komplette Neudichtung Voltaires, wie er einräumte: „Es wird Schlauköpfe geben, die sagen werden … es sei kein Wort in Sophonisbe, das der Mairets ähnele. Aber man muss die Leute reden und sich nicht beirren lassen“.

## Aufführungen und zeitgenössische Rezeption
Voltaire gelang es das Stück 15. Januar 1774 in der Comédie-Française uraufführen zu lassen. Der Durchfall des Stückes und die Ablehnung des Don Pèdre, roi de Castille deprimierten Voltaire, der bis 1777 eine Pause im Schreiben von Tragödien einlegte.

## Drucklegung
Voltaire besorgte den Druck bereits Ende 1769 bei der Witwe Duchesne in Paris. Der Herausgabe erfolgte bereits Ende desselben Jahres mit der Angabe 1770. Auch die formale Gestaltung des Titelblattes griff auf Jean Mairet zurück.

## Beigabe
In einem kurzen erläuternden Vorwort entwickelte Voltaire eine erfundene Legende. M. Lantin, ein vor etwa fünfzig Jahren verstorbener Literat, habe die Bearbeitung vorgenommen.

## Erste Ausgabe
- Sophonisbe, Tragédie de Mairet, reparée à neuf, Veuve Duchesne, Paris, 1770, XII, 71 S.

## Belege
1. ↑  Vgl. Voltaire. Oeuvres complètes 7. Théâtre – Tome sixième. Paris 1877, p. 27–88. Siegfried Detemple: Sophonisbe, in: Voltaire: Die Werke. Katalog zum 300. Geburtstag. Reichert, Wiesbaden 1994, S. 220f.
2. ↑  Theodore Besterman: Exil (1773–1775), in: Voltaire, Winkler, München, 1971, S. 441.
3. ↑  Siegfried Detemple: Sophonisbe, in: Voltaire: Die Werke. Katalog zum 300. Geburtstag. Reichert, Wiesbaden 1994, S. 220f.